# Piotrów
Piotrów [pronunciación en polaco: /ˈpjɔtruf/] es un pueblo ubicado en el distrito administrativo de Gmina Iłów, dentro del Condado de Sochaczew, Voivodato de Mazovia, en el este de Polonia central. Se encuentra aproximadamente a 6 kilómetros al sureste de Iłów, a 14 kilómetros al noroeste de Sochaczew, y a 64 kilómetros al oeste de Varsovia.